# Kościół San Giacomo di Rialto
Kościół San Giacomo di Rialto (wł. Chiesa di San Giacomo di Rialto - Kościół św. Jakuba Apostoła w Rialto) – rzymskokatolicki kościół w Wenecji, w Patriarchacie Wenecji. 
Człon „Rialto” w wezwaniu, wskazujący nazwę miejsca, na którym kościół ten się znajduje, został dodany dla odróżnienia go od innego kościoła pod tym samym wezwaniem, San Giacomo dall’Orio.
Z powodu swych niewielkich rozmiarów nazywany potocznie przez Wenecjan San Giacometo
Jest najstarszym kościołem miasta. Zbudowany według tradycji po raz pierwszy w roku 421, roku założenia Wenecji. Dwa najbardziej charakterystyczne elementy jego konstrukcji to ogromny zegar na fasadzie z 1410 roku i osobliwy gotycki ganek.

## Historia

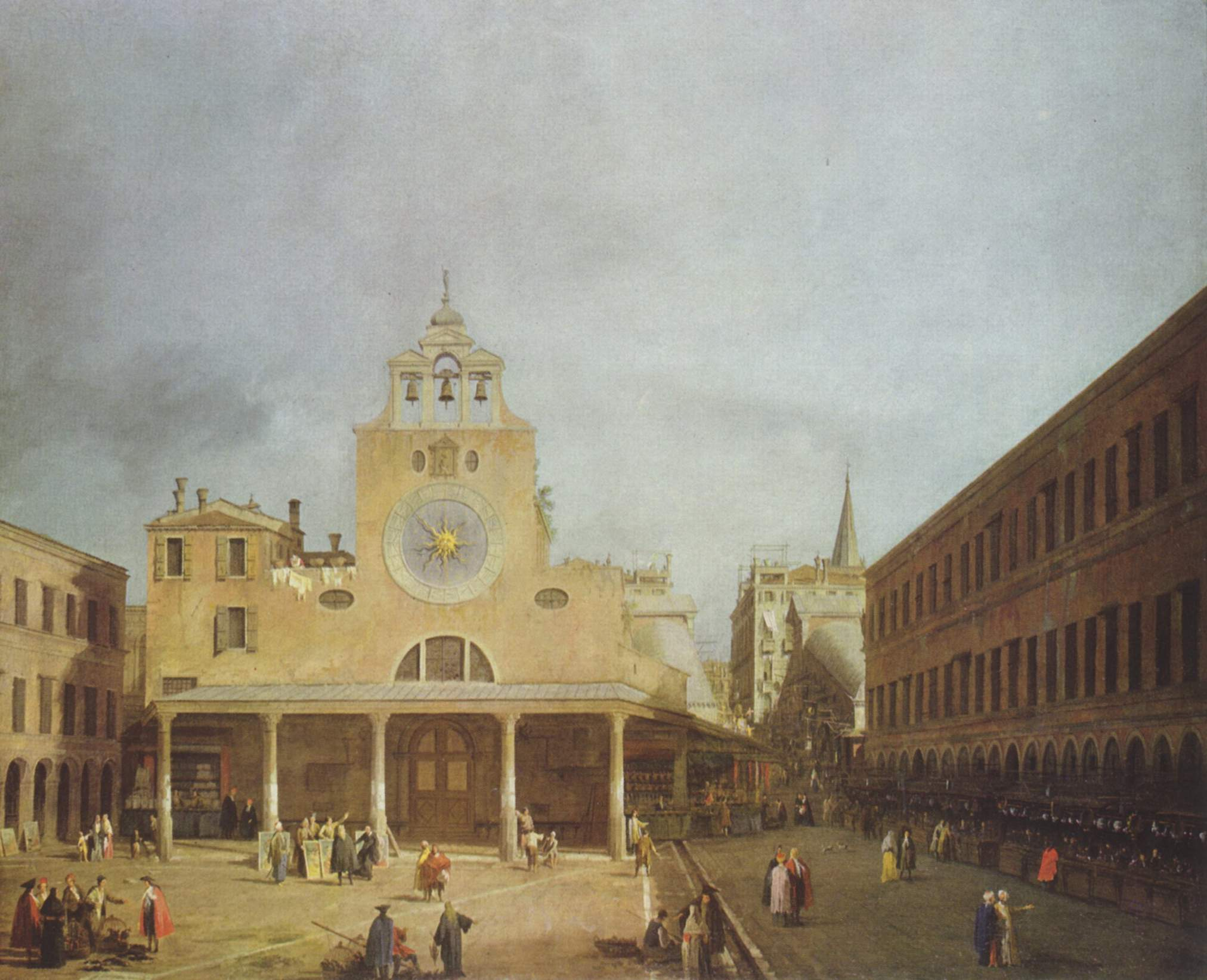
Canaletto, Plac San Giacomo di Rialto w Wenecji, II poł. XVIII w., Galeria Obrazów Starych Mistrzów w Dreźnie

Według tradycji San Giacomo di Rialto jest najstarszym kościołem w Wenecji - napis na filarze z lewej strony prezbiterium wymienia datę 421. Legenda posuwa się jeszcze dalej twierdząc, że kościół został konsekrowany w południe 25 marca, w święto Zwiastowania Pańskiego, która to data uważana jest zarazem za moment założenia Città di Rivo Alto, zalążka późniejszej Wenecji. Budowa kościoła przypisywana jest stolarzowi o imieniu Candioto lub Etinopo, który po uratowaniu się z poważnego pożaru, ślubował św. Jakubowi, że zbuduje kościół jemu poświęcony. Informacja o przebudowie jest niejasna. Ze starożytnego kościoła nic nie pozostało, a obecny kościół został zbudowany w czasie panowania doży Domenica Selva (1071–1084) i ponownie konsekrowany w roku 1177. Pożar z 1514 roku, który zniszczył większą część rynku, nie ogarnął jednak kościoła; musiał on jednak być zniszczony, skoro poddano go restauracji restauracji w 1531 roku. Inicjatorem odnowy był pewien bogaty mieszczanin, Natale Regia, który w 1503 roku został mianowany księdzem w tym kościele. Po jego śmierci w 1532 roku rozgorzał spór pomiędzy władzami miasta a Patriarchą o prawo do nominacji jego następcy. Spór ten rozstrzygnął dopiero papież Klemens VII zarządzając, iż kapłan w kościele ma być mianowany przez dożę i musi wywodzić się wyłącznie spośród rodowitych Wenecjan.
Ponowna restauracja kościoła miała miejsce w latach 1599–1601. Poprawiono wówczas oświetlenie wnętrza i wstawiono kilka ciężkich, barokowych ołtarzy. Oryginalne mozaiki nie zachowały się. 
W 1933 roku została usunięta empora na wewnętrznej stronie fasady. 
San Giacomo zawsze był postrzegany jako „kościół rynkowy”, a jego ołtarze zostały poświęcone różnym cechom kupców i rzemieślników. XII-wieczny napis w kształcie krzyża na zewnętrznej ścianie absydy stwierdza, iż „kupcy mają być uczciwi w swoich interesach i dokładni w ważeniu”.

## Architektura
Kościół został zbudowany na planie krzyża greckiego, z trzema nawami jednakowej szerokości i centralnie umieszczoną kopułą. W części apsydialnej znajdują się trzy kaplice. Jest najstarszym kościołem miasta; być może z uwagi na to jego późniejsze przebudowy nie naruszyły jego pierwotnego rozplanowania, które było następnie powtarzane w kościołach XV- i XVI-wiecznych.

### Wygląd zewnętrzny
Skromna fasada kościoła, ozdobiona wielkim zegarem słonecznym, poprzedzona jest XV-wiecznym gankiem z drewnianym architrawem, podtrzymywanym przez 5 kolumn o kapitelach gotyckich. Ganrk jest jednym z zaledwie dwóch drewnianych gotyckich ganków, jakie zachowały do dziś w stanie nienaruszonym w weneckich kościołach (ten drugi jest w kościele San Nicolò dei Mendicoli). Został odnowiony w 1958 roku. 24-godzinny zegar, umieszczony powyżej XVII-wiecznych okien, pochodzi z 1410 roku, a 1749 roku został odnowiony.

#### Kampanila
Oryginalna dzwonnica została zniszczona przez pożar z 1514 roku. Obecna wieża w stylu rzymskim została zbudowana w 1749 roku. Poniżej dzwonów znajduje się gotycka płaskorzeźba Matki Boskiej z Dzieciątkiem z początku XVI wieku.

### Wnętrze

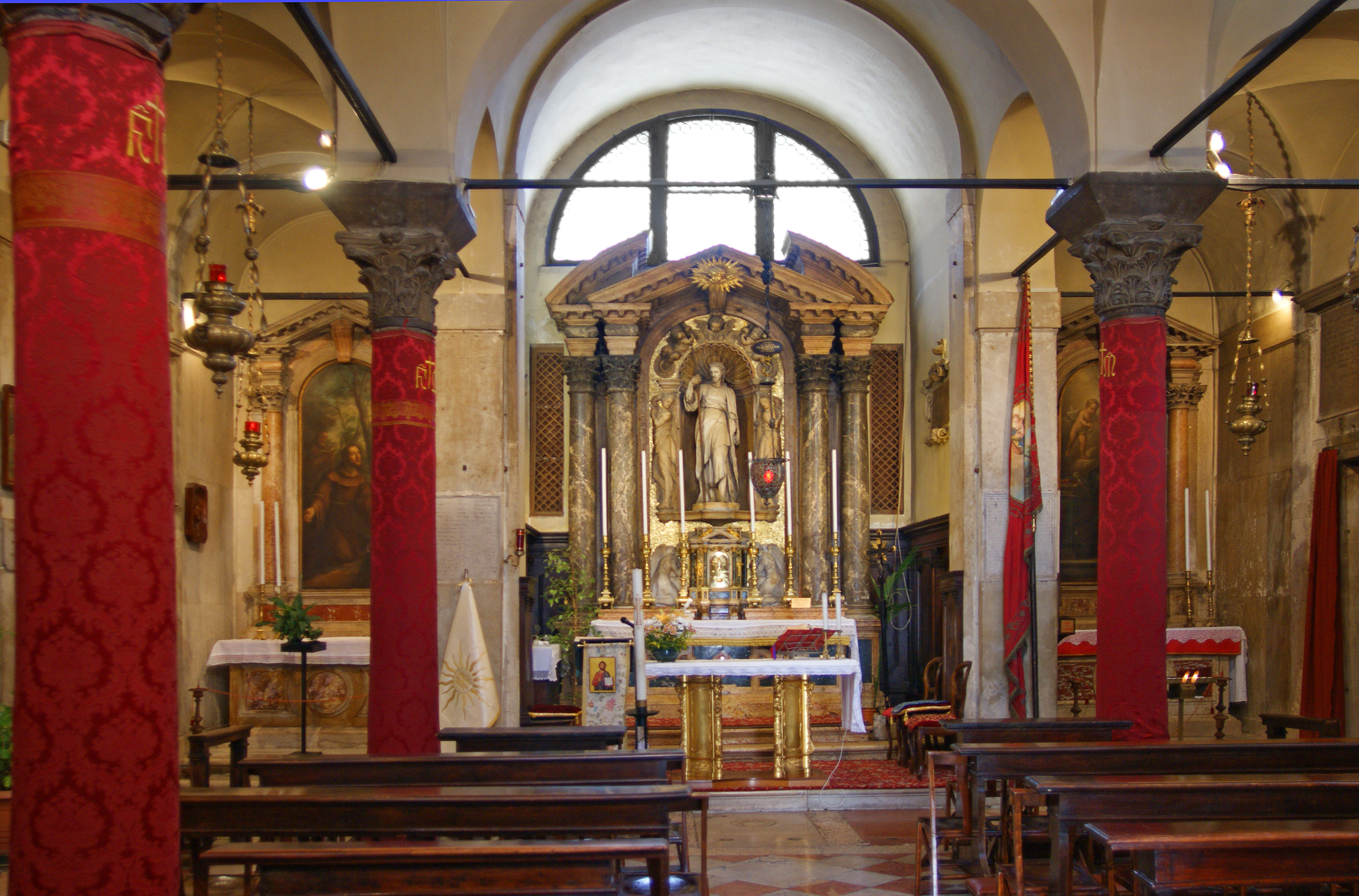
Wnętrze kościoła

W niewielkim, urokliwym wnętrzu nie ma wielkich dzieł sztuki. Pomimo przebudów kościół zachował swój pierwotny kształt. Pozostałością XI-wiecznego kościoła są greckie, marmurowe kolumny z wenecko-bizantyńskimi kapitelami.

## Muzyka w kościele
W 1571 roku niemieccy kupcy świętowali przez trzy dni zwycięstwo w bitwie pod Lepanto. Z tej okazji zamówili u Andrei Gabrielego okolicznościową mszę, która została wykonana pod dyrekcją kompozytora na specjalnej scenie zbudowanej przed kościołem. Teren Rialto już od średniowiecza był miejscem, w którym skupiały się szkoły muzyczne i taneczne. Kościół San Giacomo również i obecnie wykorzystywany jest jako sala koncertowa.